# Hódmezővásárhely (stacja kolejowa)
Hódmezővásárhely (węg. Hódmezővásárhely vasútállomás) – stacja kolejowa w Hódmezővásárhely, w komitacie Csongrád, na Węgrzech. 

## Linie kolejowe
- Linia 130 Szolnok – Hódmezővásárhely – Makó
- Linia 135 Szeged – Békéscsaba